# Wintrebertia denticulata
Wintrebertia denticulata är en insektsart som beskrevs av Marius Descamps 1964. Wintrebertia denticulata ingår i släktet Wintrebertia och familjen Euschmidtiidae.

## Underarter
Arten delas in i följande underarter:
- W. d. denticulata
- W. d. bemokae